# Olympische Sommerspiele 2024/Teilnehmer (Australien)
| Gelbes Symbol für Goldmedaillen mit stilisierten Olympischen Ringen | Graues Symbol für Silbermedaillen mit stilisierten Olympischen Ringen | Braundes Symbol für Bronzemedaillen mit stilisierten Olympischen Ringen |
| ------------------------------------------------------------------- | --------------------------------------------------------------------- | ----------------------------------------------------------------------- |
| 18                                                                  | 19                                                                    | 16                                                                      |

Australien nahm an den Olympischen Spielen 2024 vom 26. Juli bis zum 11. August 2024 in Paris mit 464 Athleten (205 Männer, 259 Frauen) teil. Es war die insgesamt 30. Teilnahme an Olympischen Sommerspielen.

## Teilnehmer nach Sportarten

### Badminton
| Athleten                 | Wettbewerb | Gruppenphase            | Gruppenphase       | Gruppenphase | Gruppenphase | Achtelfinale  | Achtelfinale  | Viertelfinale | Viertelfinale | Halbfinale    | Halbfinale    | Finale / Platz 3 | Finale / Platz 3 | Rang |
| Athleten                 | Wettbewerb | Gegner                  | Ergebnis           | Punkte       | Rang         | Gegner        | Ergebnis      | Gegner        | Ergebnis      | Gegner        | Ergebnis      | Gegner           | Ergebnis         | Rang |
| ------------------------ | ---------- | ----------------------- | ------------------ | ------------ | ------------ | ------------- | ------------- | ------------- | ------------- | ------------- | ------------- | ---------------- | ---------------- | ---- |
| Frauen                   |            |                         |                    |              |              |               |               |               |               |               |               |                  |                  |      |
| Tiffany Ho               | Einzel     | Nguyễn T. L.            | 0:2 (6:21, 3:21)   | 0            | 3            | ausgeschieden | ausgeschieden | ausgeschieden | ausgeschieden | ausgeschieden | ausgeschieden | ausgeschieden    | ausgeschieden    | 27   |
| Tiffany Ho               | Einzel     | Zhang B.                | 0:2 (9:21, 4:21)   | 0            | 3            | ausgeschieden | ausgeschieden | ausgeschieden | ausgeschieden | ausgeschieden | ausgeschieden | ausgeschieden    | ausgeschieden    | 27   |
| Setyana Mapasa Angela Yu | Doppel     | N. Matsuyama / C. Shida | 0:2 (18:21, 14:21) | 1            | 3            | —             | —             | ausgeschieden | ausgeschieden | ausgeschieden | ausgeschieden | ausgeschieden    | ausgeschieden    | 9    |
| Setyana Mapasa Angela Yu | Doppel     | Kim S.-y. / Kong H.-y.  | 0:2 (12:21, 17:21) | 1            | 3            | —             | —             | ausgeschieden | ausgeschieden | ausgeschieden | ausgeschieden | ausgeschieden    | ausgeschieden    | 9    |
| Setyana Mapasa Angela Yu | Doppel     | T. Crasto / A. Ponnappa | 2:0 (21:15, 21:10) | 1            | 3            | —             | —             | ausgeschieden | ausgeschieden | ausgeschieden | ausgeschieden | ausgeschieden    | ausgeschieden    | 9    |

### Basketball

#### Basketball
| Wettbewerb     | Frauen (Spiele/Punkte) | Männer (Spiele/Punkte) |
| -------------- | --- | --- |
| Athleten       | Jade Melbourne (6/42) Kristy Wallace (3/6) Stephanie Talbot (6/34) Tess Madgen (6/45) Alanna Smith (6/69) Ezi Magbegor (6/69) Marianna Tolo (6/30) Cayla George (6/42) Amy Atwell (4/5) Isobel Borlase (6/19) Lauren Jackson (3/6) Sami Whitcomb (6/78) | Dyson Daniels (4/34) Matthew Dellavedova (3/3) Dante Exum (3/33) Josh Giddey (4/70) Josh Green (4/0) Joe Ingles (1/0) Nick Kay (4/18) Jock Landale (4/58) Will Magnay (4/7) Jack McVeigh (4/38) Patty Mills (4/66) Duop Reath (3/9) |
| Trainer        | Sandy Brondello | Brian Goorjian |
| Gruppenphase   | Nigeria (62:75) Kanada (70:65) Frankreich (79:72) | Spanien (92:80) Kanada (83:93) Griechenland (71:77) |
| Viertelfinale  | Serbien (85:67) | Serbien (71:77) |
| Halbfinale     | Vereinigte Staaten (64:85) | ausgeschieden |
| Medaillenrunde | Belgien (85:81) | ausgeschieden |
| Rang           | Bronze | 6 |

#### 3×3-Basketball
| Wettbewerb   | Frauen |
| ------------ | --- |
| Athleten     | Anneli Maley Lauren Mansfield Marena Whittle Alex Wilson                                                                             |
| Gruppenphase | Kanada (14–22) Deutschland (21–19) China (21–15) Vereinigte Staaten (17–15) Aserbaidschan (21–12) Spanien (17–21) Frankreich (16–18) |
| Play-in      | Kanada (10–21) |
| Halbfinale   | ausgeschieden |
| Finale       | ausgeschieden |
| Rang         | 5 |

### Beachvolleyball
| Athleten                                 | Gruppenphase         | Gruppenphase              | Gruppenphase | Gruppenphase | Achtelfinale                                                  | Achtelfinale                                                  | Viertelfinale                                                 | Viertelfinale                                                 | Halbfinale                                                    | Halbfinale                                                    | Platz 3                                                       | Platz 3                                                       | Rang |
| Athleten                                 | Gegner               | Ergebnis                  | Punkte       | Rang         | Gegner                                                        | Ergebnis                                                      | Gegner                                                        | Ergebnis                                                      | Gegner                                                        | Ergebnis                                                      | Gegner                                                        | Ergebnis                                                      | Rang |
| ---------------------------------------- | -------------------- | ------------------------- | ------------ | ------------ | ------------------------------------------------------------- | ------------------------------------------------------------- | ------------------------------------------------------------- | ------------------------------------------------------------- | ------------------------------------------------------------- | ------------------------------------------------------------- | ------------------------------------------------------------- | ------------------------------------------------------------- | ---- |
| Frauen                                   |                      |                           |              |              |                                                               |                                                               |                                                               |                                                               |                                                               |                                                               |                                                               |                                                               |      |
| Mariafe Artacho del Solar Taliqua Clancy | Xue Chen / Xia Xinyi | 2:1 (22:20, 14:21, 16:14) | 5            | 2            | Carol / Bárbara                                               | 2:0 (24:22, 21:14)                                            | Esmée / Zoé                                                   | 2:1 (21:19, 16:21, 15:12)                                     | Ana Patricia / Duda                                           | 1:2 (22:20, 15:21, 12:15)                                     | Hüberli / Brunner                                             | 0:2 (17:21, 15:21)                                            | 4    |
| Mariafe Artacho del Solar Taliqua Clancy | Nuss / Kloth         | 0:2 (16:21, 16:21)        | 5            | 2            | Carol / Bárbara                                               | 2:0 (24:22, 21:14)                                            | Esmée / Zoé                                                   | 2:1 (21:19, 16:21, 15:12)                                     | Ana Patricia / Duda                                           | 1:2 (22:20, 15:21, 12:15)                                     | Hüberli / Brunner                                             | 0:2 (17:21, 15:21)                                            | 4    |
| Mariafe Artacho del Solar Taliqua Clancy | Bansley / Bukovec    | 2:0 (21:10, 21:16)        | 5            | 2            | Carol / Bárbara                                               | 2:0 (24:22, 21:14)                                            | Esmée / Zoé                                                   | 2:1 (21:19, 16:21, 15:12)                                     | Ana Patricia / Duda                                           | 1:2 (22:20, 15:21, 12:15)                                     | Hüberli / Brunner                                             | 0:2 (17:21, 15:21)                                            | 4    |
| Männer                                   |                      |                           |              |              |                                                               |                                                               |                                                               |                                                               |                                                               |                                                               |                                                               |                                                               |      |
| Izac Carracher Mark Nicolaidis           | Åhman / Hellvig      | 0:2 (14:21, 19:21)        | 3            | 4            | ausgeschieden                                                 | ausgeschieden                                                 | ausgeschieden                                                 | ausgeschieden                                                 | ausgeschieden                                                 | ausgeschieden                                                 | ausgeschieden                                                 | ausgeschieden                                                 | 19   |
| Izac Carracher Mark Nicolaidis           | Cottafava / Nicolai  | 0:2 (19:21, 18:21)        | 3            | 4            | ausgeschieden                                                 | ausgeschieden                                                 | ausgeschieden                                                 | ausgeschieden                                                 | ausgeschieden                                                 | ausgeschieden                                                 | ausgeschieden                                                 | ausgeschieden                                                 | 19   |
| Izac Carracher Mark Nicolaidis           | Cherif / Ahmed       | 0:2 (14:21, 18:21)        | 3            | 4            | ausgeschieden                                                 | ausgeschieden                                                 | ausgeschieden                                                 | ausgeschieden                                                 | ausgeschieden                                                 | ausgeschieden                                                 | ausgeschieden                                                 | ausgeschieden                                                 | 19   |
| Zachery Schubert Thomas Hodges           | Bryl / Łosiak        | 0:2 (16:21, 16:21)        | 4            | 3            | in der Lucky Loser Runde gegen Evans / Budinger ausgeschieden | in der Lucky Loser Runde gegen Evans / Budinger ausgeschieden | in der Lucky Loser Runde gegen Evans / Budinger ausgeschieden | in der Lucky Loser Runde gegen Evans / Budinger ausgeschieden | in der Lucky Loser Runde gegen Evans / Budinger ausgeschieden | in der Lucky Loser Runde gegen Evans / Budinger ausgeschieden | in der Lucky Loser Runde gegen Evans / Budinger ausgeschieden | in der Lucky Loser Runde gegen Evans / Budinger ausgeschieden | 17   |
| Zachery Schubert Thomas Hodges           | Ehlers / Wickler     | 1:2 (21:16, 18:21, 17:19) | 4            | 3            | in der Lucky Loser Runde gegen Evans / Budinger ausgeschieden | in der Lucky Loser Runde gegen Evans / Budinger ausgeschieden | in der Lucky Loser Runde gegen Evans / Budinger ausgeschieden | in der Lucky Loser Runde gegen Evans / Budinger ausgeschieden | in der Lucky Loser Runde gegen Evans / Budinger ausgeschieden | in der Lucky Loser Runde gegen Evans / Budinger ausgeschieden | in der Lucky Loser Runde gegen Evans / Budinger ausgeschieden | in der Lucky Loser Runde gegen Evans / Budinger ausgeschieden | 17   |
| Zachery Schubert Thomas Hodges           | Bassereau / Lyneel   | 2:0 (21:16, 22:20)        | 4            | 3            | in der Lucky Loser Runde gegen Evans / Budinger ausgeschieden | in der Lucky Loser Runde gegen Evans / Budinger ausgeschieden | in der Lucky Loser Runde gegen Evans / Budinger ausgeschieden | in der Lucky Loser Runde gegen Evans / Budinger ausgeschieden | in der Lucky Loser Runde gegen Evans / Budinger ausgeschieden | in der Lucky Loser Runde gegen Evans / Budinger ausgeschieden | in der Lucky Loser Runde gegen Evans / Budinger ausgeschieden | in der Lucky Loser Runde gegen Evans / Budinger ausgeschieden | 17   |

### Bogenschießen
| Athleten                        | Wettbewerb | Qualifikation | Qualifikation | 1. Runde  | 1. Runde | 2. Runde      | 2. Runde      | Achtelfinale  | Achtelfinale  | Viertelfinale | Viertelfinale | Halbfinale    | Halbfinale    | Finale / Platz 3 | Finale / Platz 3 | Rang |
| Athleten                        | Wettbewerb | Ringe         | Rang          | Gegner    | Ergebnis | Gegner        | Ergebnis      | Gegner        | Ergebnis      | Gegner        | Ergebnis      | Gegner        | Ergebnis      | Gegner           | Ergebnis         | Rang |
| ------------------------------- | ---------- | ------------- | ------------- | --------- | -------- | ------------- | ------------- | ------------- | ------------- | ------------- | ------------- | ------------- | ------------- | ---------------- | ---------------- | ---- |
| Frauen                          |            |               |               |           |          |               |               |               |               |               |               |               |               |                  |                  |      |
| Laura Paeglis                   | Einzel     | 640           | 44            | C. Lopez  | 4:6      | ausgeschieden | ausgeschieden | ausgeschieden | ausgeschieden | ausgeschieden | ausgeschieden | ausgeschieden | ausgeschieden | ausgeschieden    | ausgeschieden    | 33   |
| Männer                          |            |               |               |           |          |               |               |               |               |               |               |               |               |                  |                  |      |
| Peter Boukouvalas               | Einzel     | 638           | 60            | Lee W.-s. | 0:6      | ausgeschieden | ausgeschieden | ausgeschieden | ausgeschieden | ausgeschieden | ausgeschieden | ausgeschieden | ausgeschieden | ausgeschieden    | ausgeschieden    | 33   |
| Mixed                           |            |               |               |           |          |               |               |               |               |               |               |               |               |                  |                  |      |
| Peter Boukouvalas Laura Paeglis | Mannschaft | 1278          | 26            | —         | —        | —             | —             | ausgeschieden | ausgeschieden | ausgeschieden | ausgeschieden | ausgeschieden | ausgeschieden | ausgeschieden    | ausgeschieden    | 26   |

### Boxen
| Athleten           | Wettbewerb         | 1. Runde | 1. Runde | Achtelfinale      | Achtelfinale | Viertelfinale | Viertelfinale | Halbfinale    | Halbfinale    | Finale        | Finale        | Rang   |
| Athleten           | Wettbewerb         | Gegner   | Ergebnis | Gegner            | Ergebnis     | Gegner        | Ergebnis      | Gegner        | Ergebnis      | Gegner        | Ergebnis      | Rang   |
| ------------------ | ------------------ | -------- | -------- | ----------------- | ------------ | ------------- | ------------- | ------------- | ------------- | ------------- | ------------- | ------ |
| Frauen             |                    |          |          |                   |              |               |               |               |               |               |               |        |
| Monique Suraci     | Klasse bis 50 kg   | Freilos  | Freilos  | I. Valencia       | 0:5          | ausgeschieden | ausgeschieden | ausgeschieden | ausgeschieden | ausgeschieden | ausgeschieden | 9      |
| Tiana Echegaray    | Klasse bis 54 kg   | Freilos  | Freilos  | H. Akbaş          | 0:5          | ausgeschieden | ausgeschieden | ausgeschieden | ausgeschieden | ausgeschieden | ausgeschieden | 9      |
| Tina Rahimi        | Klasse bis 57 kg   | Freilos  | Freilos  | J. Szeremeta      | 0:5          | ausgeschieden | ausgeschieden | ausgeschieden | ausgeschieden | ausgeschieden | ausgeschieden | 9      |
| Tyla McDonald      | Klasse bis 60 kg   | Freilos  | Freilos  | M. Palacios       | 0:5          | ausgeschieden | ausgeschieden | ausgeschieden | ausgeschieden | ausgeschieden | ausgeschieden | 9      |
| Marissa Williamson | Klasse bis 66 kg   | Freilos  | Freilos  | L. Hámori         | 0:5          | ausgeschieden | ausgeschieden | ausgeschieden | ausgeschieden | ausgeschieden | ausgeschieden | 9      |
| Caitlin Parker     | Klasse bis 75 kg   | —        | —        | C. Ortiz          | 5:0          | K. El-Mardi   | 4:1           | Li Q.         | 0:5           | ausgeschieden | ausgeschieden | Bronze |
| Männer             |                    |          |          |                   |              |               |               |               |               |               |               |        |
| Yusuf Chothia      | Klasse bis 51 kg   | Freilos  | Freilos  | R. Lozano Serrano | 1:4          | ausgeschieden | ausgeschieden | ausgeschieden | ausgeschieden | ausgeschieden | ausgeschieden | 9      |
| Charlie Senior     | Klasse bis 57 kg   | Freilos  | Freilos  | V. Usturoi        | 4:1          | C. Paalam     | 3:2           | A. Xaloqov    | 0:5           | ausgeschieden | ausgeschieden | Bronze |
| Harry Garside      | Klasse bis 63,5 kg | Freilos  | Freilos  | R. Kovács         | 0:5          | ausgeschieden | ausgeschieden | ausgeschieden | ausgeschieden | ausgeschieden | ausgeschieden | 9      |
| Shannan Davey      | Klasse bis 71 kg   | Freilos  | Freilos  | R. Kiwan          | 0:5          | ausgeschieden | ausgeschieden | ausgeschieden | ausgeschieden | ausgeschieden | ausgeschieden | 9      |
| Callum Peters      | Klasse bis 80 kg   | Freilos  | Freilos  | N. Oralbai        | 2:3          | ausgeschieden | ausgeschieden | ausgeschieden | ausgeschieden | ausgeschieden | ausgeschieden | 9      |
| Teremoana Junior   | Klasse ab 92 kg    | —        | —        | D. Lowtschynskyj  | KO           | B. Jalolov    | 0:5           | ausgeschieden | ausgeschieden | ausgeschieden | ausgeschieden | 5      |

### Breaking
| Athleten                 | Wettbewerb | Qualifikation | Qualifikation | Viertelfinale | Viertelfinale | Halbfinale    | Halbfinale    | Finale / Platz 3 | Finale / Platz 3 | Rang |
| Athleten                 | Wettbewerb | Punkte        | Rang          | Gegner        | Ergebnis      | Gegner        | Ergebnis      | Gegner           | Ergebnis         | Rang |
| ------------------------ | ---------- | ------------- | ------------- | ------------- | ------------- | ------------- | ------------- | ---------------- | ---------------- | ---- |
| Frauen                   |            |               |               |               |               |               |               |                  |                  |      |
| Rachael Gunn (Raygun)    | B-Girls    | 0             | 4             | ausgeschieden | ausgeschieden | ausgeschieden | ausgeschieden | ausgeschieden    | ausgeschieden    | 16   |
| Männer                   |            |               |               |               |               |               |               |                  |                  |      |
| Jeffrey Dunne (J Attack) | B-Boys     | 0             | 4             | ausgeschieden | ausgeschieden | ausgeschieden | ausgeschieden | ausgeschieden    | ausgeschieden    | 16   |

### Fußball
| Wettbewerb      | Frauen (Spiele/Tore) (Matildas) |
| --------------- | --- |
| Athleten        | Mackenzie Arnold (3/0) Ellie Carpenter (3/0) Stephanie Catley (3/2) Kyra Cooney-Cross (3/0) Caitlin Foord (3/0) Mary Fowler (3/0) Katrina Gorry (3/0) Michelle Heyman (3/1) Clare Hunt (3/0) Alanna Kennedy (3/2) Teagan Micah (0/0) Clare Polkinghorne (0/0) Hayley Raso (3/1) Kaitlyn Torpey (3/0) Emily van Egmond (3/0) Cortnee Vine (1/0) Clare Wheeler (3/0) Tameka Yallop (1/0) |
| Trainer         | Tony Gustavsson |
| P-Akkreditierte | Sharn Freier (1/0) Charlotte Grant (0/0) Courtney Nevin (0/0) Lydia Williams (0/0) |
| Gruppenphase    | Deutschland (0:3) Sambia (6:5) Vereinigte Staaten (1:2) |
| Viertelfinale   | ausgeschieden |
| Halbfinale      | ausgeschieden |
| Finale          | ausgeschieden |
| Rang            | 9 |

### Gewichtheben
| Athleten           | Wettbewerb       | Reißen  | Reißen | Stoßen  | Stoßen | Zweikampf | Zweikampf | Rang |
| Athleten           | Wettbewerb       | Gewicht | Rang   | Gewicht | Rang   | Gewicht   | Rang      | Rang |
| ------------------ | ---------------- | ------- | ------ | ------- | ------ | --------- | --------- | ---- |
| Frauen             |                  |         |        |         |        |           |           |      |
| Jacqueline Nichele | Klasse bis 71 kg | 94 kg   | 11     | 115 kg  | 10     | 209 kg    | 10        | 10   |
| Eileen Cikamatana  | Klasse bis 81 kg | 117 kg  | 4      | 145 kg  | 4      | 262 kg    | 4         | 4    |
| Männer             |                  |         |        |         |        |           |           |      |
| Kyle Bruce         | Klasse bis 89 kg | 148 kg  | 12     | 182 kg  | 10     | 330 kg    | 10        | 10   |

### Golf
| Athleten     | Runde 1 | Runde 2 | Runde 3 | Runde 4 | Gesamt | Par | Rang |
| ------------ | ------- | ------- | ------- | ------- | ------ | --- | ---- |
| Frauen       |         |         |         |         |        |     |      |
| Hannah Green | 77      | 70      | 66      | 69      | 282    | −6  | 4    |
| Minjee Lee   | 71      | 74      | 71      | 71      | 287    | −1  | 22   |
| Männer       |         |         |         |         |        |     |      |
| Jason Day    | 69      | 68      | 67      | 68      | 272    | −12 | 9    |
| Min Woo Lee  | 76      | 65      | 68      | 68      | 277    | −7  | 22   |

### Hockey
| Wettbewerb    | Frauen | Männer |
| ------------- | --- | --- |
| Athleten      | Claire Colwill (6/0) Brooke Peris (6/0) Amy Lawton (6/0) Grace Young (6/0) Penny Squibb (6/0) Maddison Brooks (4/1) Alice Arnott (5/3) Hattie Shand (2/0) Stephanie Kershaw (6/3) Kaitlin Nobbs (6/2) Jane Claxton (3/0) Jocelyn Bartram (6/0) Karri Somerville (6/0) Renee Taylor (6/1) Tatum Stewart (4/2) Mariah Williams (6/1) Rebecca Greiner (6/1) Grace Stewart (6/1) | Lachlan Sharp (6/1) Thomas Craig (6/1) Corey Weyer (6/1) Jake Harvie (6/0) Tom Wickham (6/1) Matthew Dawson (6/0) Nathan Ephraums (4/0) Joshua Beltz (6/0) Eddie Ockenden (6/0) Jake Whetton (2/0) Blake Govers (6/7) Aran Zalewski (6/0) Ky Willott (6/1) Flynn Ogilvie (6/0) Tim Brand (6/0) Andrew Charter (6/0) Jeremy Hayward (6/0) |
| Trainer       | Katrina Powell | Colin Batch |
| Gruppenphase  | Südafrika (2:1) Großbritannien (4:0) Vereinigte Staaten (3:0) Argentinien (3:3) Spanien (3:1) | Argentinien (1:0) Irland (2:1) Belgien (2:6) Neuseeland(5:0) Indien (2:3) |
| Viertelfinale | China (2:3) | Niederlande (0:2) |
| Halbfinale    | ausgeschieden | ausgeschieden |
| Finale        | ausgeschieden | ausgeschieden |
| Rang          | 5 | 6 |

### Judo
| Athleten          | Wettbewerb       | 1. Runde    | 1. Runde | 2. Runde | 2. Runde | Achtelfinale  | Achtelfinale  | Viertelfinale | Viertelfinale | Halbfinale / Trostrunde | Halbfinale / Trostrunde | Finale / Platz 3 | Finale / Platz 3 | Rang |
| Athleten          | Wettbewerb       | Gegner      | Ergebnis | Gegner   | Ergebnis | Gegner        | Ergebnis      | Gegner        | Ergebnis      | Gegner                  | Ergebnis                | Gegner           | Ergebnis         | Rang |
| ----------------- | ---------------- | ----------- | -------- | -------- | -------- | ------------- | ------------- | ------------- | ------------- | ----------------------- | ----------------------- | ---------------- | ---------------- | ---- |
| Frauen            |                  |             |          |          |          |               |               |               |               |                         |                         |                  |                  |      |
| Katharina Haecker | Klasse bis 63 kg | L. Renshall | 1s3:11s2 | —        | —        | ausgeschieden | ausgeschieden | ausgeschieden | ausgeschieden | ausgeschieden           | ausgeschieden           | ausgeschieden    | ausgeschieden    | 17   |
| Aoife Coughlan    | Klasse bis 70 kg | S. Gercsák  | 1s1:0s2  | —        | —        | M. Butkereit  | 10s2:0s2      | ausgeschieden | ausgeschieden | ausgeschieden           | ausgeschieden           | ausgeschieden    | ausgeschieden    | 9    |
| Männer            |                  |             |          |          |          |               |               |               |               |                         |                         |                  |                  |      |
| Joshua Katz       | Klasse bis 60 kg | A. Carlino  | 0s1:1    | —        | —        | ausgeschieden | ausgeschieden | ausgeschieden | ausgeschieden | ausgeschieden           | ausgeschieden           | ausgeschieden    | ausgeschieden    | 17   |

### Kanu

#### Kanurennsport
| Athleten                                                                | Wettbewerb | Vorlauf     | Vorlauf | Viertelfinale | Viertelfinale | Halbfinale  | Halbfinale | A/B-Finale            | A/B-Finale | Rang   |
| Athleten                                                                | Wettbewerb | Zeit        | Rang    | Zeit          | Rang          | Zeit        | Rang       | Zeit                  | Rang       | Rang   |
| ----------------------------------------------------------------------- | ---------- | ----------- | ------- | ------------- | ------------- | ----------- | ---------- | --------------------- | ---------- | ------ |
| Frauen                                                                  |            |             |         |               |               |             |            |                       |            |        |
| Alyce Wood                                                              | K1 500 m   | 1:51,39 min | 2       | ―             | ―             | 1:51,99 min | 3          | B-Finale: 1:55,04 min | 8          | 16     |
| Ella Beere Alyssa Bull                                                  | K2 500 m   | 1:46,21 min | 4       | 1:41,89 min   | 2             | 1:40,26 min | 4          | 1:40,94 min           | 7          | 7      |
| Ella Beere Alyssa Bull Alexandra Clarke Yale Steinepreis                | K4 500 m   | 1:34,60 min | 4       | ―             | ―             | 1:34,25 min | 1          | 1:35,96 min           | 8          | 8      |
| Männer                                                                  |            |             |         |               |               |             |            |                       |            |        |
| Thomas Green                                                            | K1 1000 m  | 3:35,99 min | 1       | ―             | ―             | 3:33,52 min | 7          | B-Finale: 3:32,72 min | 9          | 16     |
| Thomas Green Jean van der Westhuyzen                                    | K2 500 m   | 1:28,59 min | 1       | ―             | ―             | 1:26,85 min | 1          | 1:27,29 min           | 3          | Bronze |
| Jackson Collins Riley Fitzsimmons Noah Havard Pierre van der Westhuyzen | K4 500 m   | 1:22,28 min | 3       | 1:19,39 min   | 1             | 1:19,22 min | 1          | 1:19,84 min           | 2          | Silber |

#### Kanuslalom
| Athleten         | Wettbewerb | Vorlauf  | Vorlauf | Halbfinale | Halbfinale | Finale   | Finale | Rang |
| Athleten         | Wettbewerb | Zeit     | Rang    | Zeit       | Rang       | Zeit     | Rang   | Rang |
| ---------------- | ---------- | -------- | ------- | ---------- | ---------- | -------- | ------ | ---- |
| Frauen           |            |          |         |            |            |          |        |      |
| Jessica Fox      | C1         | 100,05 s | 2       | 106,08 s   | 2          | 101,06 s | 1      | Gold |
| Jessica Fox      | K1         | 95,20 s  | 2       | 104,38 s   | 8          | 96,08 s  | 1      | Gold |
| Männer           |            |          |         |            |            |          |        |      |
| Tristan Carter   | C1         | 94,19 s  | 8       | 99,45 s    | 8          | 100,73 s | 9      | 9    |
| Timothy Anderson | K1         | 88,37 s  | 11      | 94,95 s    | 10         | 90,90 s  | 7      | 7    |

Boater-Cross
| Athleten         | Wettbewerb | Zeitfahren | Zeitfahren | Vorrunde | Hoffnungslauf | Vorlauf | Viertelfinale | Halbfinale    | Finale        | Rang |
| Athleten         | Wettbewerb | Zeit       | Rang       | Rang     | Rang          | Rang    | Rang          | Rang          | Rang          | Rang |
| ---------------- | ---------- | ---------- | ---------- | -------- | ------------- | ------- | ------------- | ------------- | ------------- | ---- |
| Frauen           |            |            |            |          |               |         |               |               |               |      |
| Jessica Fox      | K1 Cross   | 70,84 s    | 2          | 2        | —             | 4       | ausgeschieden | ausgeschieden | ausgeschieden | 26   |
| Noemie Fox       | K1 Cross   | 73,09 s    | 8          | 1        | —             | 1       | 1             | 1             | 1             | Gold |
| Männer           |            |            |            |          |               |         |               |               |               |      |
| Tristan Carter   | K1 Cross   | 72,94 s    | 22         | 4        | 1             | 2       | 4             | ausgeschieden | ausgeschieden | 10   |
| Timothy Anderson | K1 Cross   | 71,41 s    | 20         | 1        | —             | 1       | 3             | ausgeschieden | ausgeschieden | 15   |

### Leichtathletik
Laufen und Gehen
| Athleten                                                 | Wettbewerb          | Vorlauf      | Vorlauf | Hoffnungslauf | Hoffnungslauf | Halbfinale    | Halbfinale    | Finale        | Finale        | Rang          |
| Athleten                                                 | Wettbewerb          | Zeit         | Rang    | Zeit          | Rang          | Zeit          | Rang          | Zeit          | Rang          | Rang          |
| -------------------------------------------------------- | ------------------- | ------------ | ------- | ------------- | ------------- | ------------- | ------------- | ------------- | ------------- | ------------- |
| Frauen                                                   |                     |              |         |               |               |               |               |               |               |               |
| Ella Connolly                                            | 100 m               | 11,29 s      | 6       | —             | —             | ausgeschieden | ausgeschieden | ausgeschieden | ausgeschieden | ausgeschieden |
| Bree Masters                                             | 100 m               | 11,26 s      | 3       | —             | —             | 11,34 s       | 7             | ausgeschieden | ausgeschieden | ausgeschieden |
| Mia Gross                                                | 200 m               | 23,36 s      | 6       | 23,34 s       | 4             | ausgeschieden | ausgeschieden | ausgeschieden | ausgeschieden | ausgeschieden |
| Torrie Lewis                                             | 200 m               | 22,89 s      | 4       | 23,08 s       | 1             | 22,92 s       | 7             | ausgeschieden | ausgeschieden | ausgeschieden |
| Ellie Beer                                               | 400 m               | 51,47 s      | 5       | 51,65 s       | 4             | ausgeschieden | ausgeschieden | ausgeschieden | ausgeschieden | ausgeschieden |
| Catriona Bisset                                          | 800 m               | 2:01,60 min  | 7       | 2:02,35 min   | 3             | ausgeschieden | ausgeschieden | ausgeschieden | ausgeschieden | ausgeschieden |
| Abbey Caldwell                                           | 800 m               | 1:58,49 min  | 5       | 2:00,07 min   | 1             | 1:58,52 min   | 5             | ausgeschieden | ausgeschieden | ausgeschieden |
| Claudia Hollingsworth                                    | 800 m               | 1:58,77 min  | 2       | ―             | ―             | 2:01,51 min   | 7             | ausgeschieden | ausgeschieden | ausgeschieden |
| Georgia Griffith                                         | 1500 m              | 3:59,22 min  | 4       | ―             | ―             | 4:02,69 min   | 9             | ausgeschieden | ausgeschieden | ausgeschieden |
| Linden Hall                                              | 1500 m              | 4:03,89 min  | 8       | 4:09,05 min   | 8             | ausgeschieden | ausgeschieden | ausgeschieden | ausgeschieden | ausgeschieden |
| Jessica Hull                                             | 1500 m              | 4:02,70 min  | 2       | —             | —             | 3:55,40 min   | 2             | 3:52,56 min   | 2             | Silber        |
| Isobel Batt-Doyle                                        | 5000 m              | 15:03,64 min | 9       | —             | —             | —             | —             | ausgeschieden | ausgeschieden | ausgeschieden |
| Rose Davies                                              | 5000 m              | 15:00,86 min | 3       | —             | —             | —             | —             | 14:49,67 min  | 11            | 11            |
| Lauren Ryan                                              | 5000 m              | 15:29,35 min | 13      | —             | —             | —             | —             | ausgeschieden | ausgeschieden | ausgeschieden |
| Lauren Ryan                                              | 10.000 m            | —            | —       | —             | —             | —             | —             | 31:13,25 min  | 13            | 13            |
| Liz Clay                                                 | 100 m Hürden        | 12,94 s      | 4       | 12,99 s       | 5             | ausgeschieden | ausgeschieden | ausgeschieden | ausgeschieden | ausgeschieden |
| Michelle Jenneke                                         | 100 m Hürden        | 20,85 s      | 8       | 13,86 s       | 7             | ausgeschieden | ausgeschieden | ausgeschieden | ausgeschieden | ausgeschieden |
| Celeste Mucci                                            | 100 m Hürden        | 13,05 s      | 7       | 13,00 s       | 5             | ausgeschieden | ausgeschieden | ausgeschieden | ausgeschieden | ausgeschieden |
| Sarah Carli                                              | 400 m Hürden        | 55,92 s      | 6       | 55,12 s       | 4             | ausgeschieden | ausgeschieden | ausgeschieden | ausgeschieden | ausgeschieden |
| Alanah Yukich                                            | 400 m Hürden        | 55,46 s      | 7       | 55,11 s       | 2             | 55,49 s       | 7             | ausgeschieden | ausgeschieden | ausgeschieden |
| Amy Cashin                                               | 3000 m Hindernis    | 9:32,93 min  | 9       | —             | —             | —             | —             | ausgeschieden | ausgeschieden | ausgeschieden |
| Cara Feain-Ryan                                          | 3000 m Hindernis    | 9:28,72 min  | 11      | —             | —             | —             | —             | ausgeschieden | ausgeschieden | ausgeschieden |
| Sinead Diver                                             | Marathon            | —            | —       | —             | —             | —             | —             | DNF           | DNF           | DNF           |
| Genevieve Gregson                                        | Marathon            | —            | —       | —             | —             | —             | —             | 2:29:56 h     | 24            | 24            |
| Jessica Stenson                                          | Marathon            | —            | —       | —             | —             | —             | —             | 2:26:45 h     | 13            | 13            |
| Rebecca Henderson                                        | 20 km Gehen         | —            | —       | —             | —             | —             | —             | 1:34:22 h     | 31            | 31            |
| Jemima Montag                                            | 20 km Gehen         | —            | —       | —             | —             | —             | —             | 1:26:25 h AR  | 3             | Bronze        |
| Olivia Sandery                                           | 20 km Gehen         | —            | —       | —             | —             | —             | —             | DNF           | DNF           | DNF           |
| Ella Connolly Kristie Edwards Bree Masters Torrie Lewis  | 4 × 100 m           | 42,75 s      | 4       | —             | —             | —             | —             | ausgeschieden | ausgeschieden | ausgeschieden |
| Männer                                                   |                     |              |         |               |               |               |               |               |               |               |
| Joshua Azzopardi                                         | 100 m               | 10,20 s      | 4       | ausgeschieden | ausgeschieden | ausgeschieden | ausgeschieden | ausgeschieden | ausgeschieden | ausgeschieden |
| Rohan Browning                                           | 100 m               | 10,29 s      | 6       | ausgeschieden | ausgeschieden | ausgeschieden | ausgeschieden | ausgeschieden | ausgeschieden | ausgeschieden |
| Calab Law                                                | 200 m               | 20,75 s      | 7       | DNS           | DNS           | ausgeschieden | ausgeschieden | ausgeschieden | ausgeschieden | ausgeschieden |
| Reece Holder                                             | 400 m               | 44,53 s      | 3       | ―             | ―             | 44,94 s       | 5             | ausgeschieden | ausgeschieden | ausgeschieden |
| Peter Bol                                                | 800 m               | 1:47,50 min  | 7       | 1:46,12 min   | 4             | ausgeschieden | ausgeschieden | ausgeschieden | ausgeschieden | ausgeschieden |
| Peyton Craig                                             | 800 m               | 1:45,82 min  | 3       | ―             | ―             | 1:44,11 min   | 6             | ausgeschieden | ausgeschieden | ausgeschieden |
| Joseph Deng                                              | 800 m               | 1:45,87 min  | 6       | 1:48,58 min   | 5             | ausgeschieden | ausgeschieden | ausgeschieden | ausgeschieden | ausgeschieden |
| Oliver Hoare                                             | 1500 m              | 3:39,11 min  | 13      | 3:34,00 min   | 5             | ausgeschieden | ausgeschieden | ausgeschieden | ausgeschieden | ausgeschieden |
| Stewart McSweyn                                          | 1500 m              | 3:36,55 min  | 11      | 3:37,49 min   | 12            | ausgeschieden | ausgeschieden | ausgeschieden | ausgeschieden | ausgeschieden |
| Stewart McSweyn                                          | 5000 m              | 14:12,31 min | 12      | —             | —             | —             | —             | 13:31,38 min  | 18            | 18            |
| Adam Spencer                                             | 1500 m              | 3:37,68 min  | 8       | 3:34,45 min   | 6             | ausgeschieden | ausgeschieden | ausgeschieden | ausgeschieden | ausgeschieden |
| Morgan McDonald                                          | 5000 m              | 13:52,67 min | 9       | —             | —             | —             | —             | ausgeschieden | ausgeschieden | ausgeschieden |
| Tayleb Willis                                            | 110 m Hürden        | 13,63 s      | 5       | 13,67 s       | 5             | ausgeschieden | ausgeschieden | ausgeschieden | ausgeschieden | ausgeschieden |
| Ben Buckingham                                           | 3000 m Hindernis    | 8:32,12 min  | 10      | —             | —             | —             | —             | ausgeschieden | ausgeschieden | ausgeschieden |
| Matthew Clarke                                           | 3000 m Hindernis    | 8:49,85 min  | 11      | —             | —             | —             | —             | ausgeschieden | ausgeschieden | ausgeschieden |
| Liam Adams                                               | Marathon            | —            | —       | —             | —             | —             | —             | 2:13:33 h     | 49            | 49            |
| Andrew Buchanan                                          | Marathon            | —            | —       | —             | —             | —             | —             | 2:12:58 h     | 45            | 45            |
| Patrick Tiernan                                          | Marathon            | —            | —       | —             | —             | —             | —             | 2:10:34 h     | 24            | 24            |
| Rhydian Cowley                                           | 20 km Gehen         | —            | —       | —             | —             | —             | —             | 1:20:04 h     | 12            | 12            |
| Kyle Swan                                                | 20 km Gehen         | —            | —       | —             | —             | —             | —             | 1:23:32 h     | 35            | 35            |
| Declan Tingay                                            | 20 km Gehen         | —            | —       | —             | —             | —             | —             | 1:19:56 h     | 11            | 11            |
| Lachlan Kennedy Jacob Despard Calab Law Joshua Azzopardi | 4 × 100 m           | 38,12 s      | 6       | —             | —             | —             | —             | ausgeschieden | ausgeschieden | ausgeschieden |
| Mixed                                                    |                     |              |         |               |               |               |               |               |               |               |
| Jemima Montag Rhydian Cowley                             | Gehen Mixed-Staffel | —            | —       | —             | —             | —             | —             | 2:51:38 h     | 3             | Bronze        |
| Rebecca Henderson Declan Tingay                          | Gehen Mixed-Staffel | —            | —       | —             | —             | —             | —             | 3:09:21 h     | 22            | 22            |

Springen und Werfen
| Athleten            | Wettbewerb     | Qualifikation | Qualifikation | Finale        | Finale        | Rang   |
| Athleten            | Wettbewerb     | Weite/Höhe    | Rang          | Weite/Höhe    | Rang          | Rang   |
| ------------------- | -------------- | ------------- | ------------- | ------------- | ------------- | ------ |
| Frauen              |                |               |               |               |               |        |
| Nicola Olyslagers   | Hochsprung     | 1,95 m        | 1             | 2,00 m        | 2             | Silber |
| Eleanor Patterson   | Hochsprung     | 1,95 m        | 3             | 1,95 m        | 3             | Bronze |
| Nina Kennedy        | Stabhochsprung | 4,55 m        | 1             | 4,90 m        | 1             | Gold   |
| Brooke Buschkuehl   | Weitsprung     | 6,31 m        | 25            | ausgeschieden | ausgeschieden | 25     |
| Taryn Gollshewsky   | Diskuswurf     | 62,36 m       | 15            | ausgeschieden | ausgeschieden | 15     |
| Stephanie Ratcliffe | Hammerwurf     | 70,07 m       | 15            | ausgeschieden | ausgeschieden | 15     |
| Kelsey-Lee Barber   | Speerwurf      | 57,73 m       | 26            | ausgeschieden | ausgeschieden | 26     |
| Mackenzie Little    | Speerwurf      | 62,82 m       | 6             | 60,32 m       | 12            | 12     |
| Kathryn Mitchell    | Speerwurf      | 62,40 m       | 8             | 62,63 m       | 7             | 7      |
| Männer              |                |               |               |               |               |        |
| Joel Baden          | Hochsprung     | 2,15 m        | 27            | ausgeschieden | ausgeschieden | 27     |
| Yual Reath          | Hochsprung     | 2,20 m        | 23            | ausgeschieden | ausgeschieden | 23     |
| Brandon Starc       | Hochsprung     | 2,24 m        | 13            | ausgeschieden | ausgeschieden | 13     |
| Kurtis Marschall    | Stabhochsprung | 5,70 m        | 9             | 5,85 m        | 6             | 6      |
| Liam Adcock         | Weitsprung     | 7,56 m        | 27            | ausgeschieden | ausgeschieden | 27     |
| Chris Mitrevski     | Weitsprung     | 7,79 m        | 18            | ausgeschieden | ausgeschieden | 18     |
| Connor Murphy       | Dreisprung     | 16,80 m       | 10            | 16,30 m       | 12            | 12     |
| Matthew Denny       | Diskuswurf     | 66,83 m       | 2             | 69,31 m       | 3             | Bronze |
| Cameron McEntyre    | Speerwurf      | 81,18 m       | 16            | ausgeschieden | ausgeschieden | 16     |

Mehrkampf 
| Athletinnen         | 100 m Hürden | 100 m Hürden | Hochsprung | Hochsprung | Kugelstoßen | Kugelstoßen | 200 m   | 200 m  | Weitsprung | Weitsprung | Speerwurf | Speerwurf | 800 m       | 800 m  | Punkte | Rang |
| Athletinnen         | Zeit         | Punkte       | Höhe       | Punkte     | Weite       | Punkte      | Zeit    | Punkte | Weite      | Punkte     | Weite     | Punkte    | Zeit        | Punkte | Punkte | Rang |
| ------------------- | ------------ | ------------ | ---------- | ---------- | ----------- | ----------- | ------- | ------ | ---------- | ---------- | --------- | --------- | ----------- | ------ | ------ | ---- |
| Siebenkampf         |              |              |            |            |             |             |         |        |            |            |           |           |             |        |        |      |
| Camryn Newton-Smith | 13,46 s      | 1052         | 1,80 m     | 978        | 13,89 m     | 735         | 24,76 s | 909    | 5,78 m     | 783        | 44,77 m   | 759       | 2:24,63 min | 762    | 5982   | 19   |
| Tori West           | 13,62 s      | 1033         | 1,68 m     | 867        | 12,81 m     | 715         | 24,73 s | 912    | 5,41 m     | 674        | 48,79 m   | 837       | 2:20,97 min | 810    | 5848   | 20   |

| Athleten         | 100 m   | 100 m | Weitsprung | Weitsprung | Kugelstoßen | Kugelstoßen | Hochsprung | Hochsprung | 400 m   | 400 m | 110 m Hürden | 110 m Hürden | Diskuswurf | Diskuswurf | Stabhochsprung | Stabhochsprung | Speerwurf | Speerwurf | 1500 m      | 1500 m | Punkte | Rang |
| Athleten         | Zeit    | Pkte. | Weite      | Pkte.      | Weite       | Pkte.       | Höhe       | Pkte.      | Zeit    | Pkte. | Zeit         | Pkte.        | Weite      | Pkte.      | Höhe           | Pkte.          | Weite     | Pkte.     | Zeit        | Pkte.  | Punkte | Rang |
| ---------------- | ------- | ----- | ---------- | ---------- | ----------- | ----------- | ---------- | ---------- | ------- | ----- | ------------ | ------------ | ---------- | ---------- | -------------- | -------------- | --------- | --------- | ----------- | ------ | ------ | ---- |
| Zehnkampf        |         |       |            |            |             |             |            |            |         |       |              |              |            |            |                |                |           |           |             |        |        |      |
| Daniel Golubovic | 11,32 s | 791   | 6,60 m     | 720        | 13,89 m     | 722         | 1,93 m     | 740        | 50,37 s | 798   | 15,15 s      | 831          | 44,65 m    | 760        | 4,60 m         | 790            | 59,33 m   | 728       | 4:39,02 min | 686    | 7566   | 19   |
| Ashley Moloney   | 10,56 s | 961   | 7,05 m     | 826        | 13,40 m     | 692         | DNS        | DNS        | DNF     | DNF   | DNF          | DNF          | DNF        | DNF        | DNF            | DNF            | DNF       | DNF       | DNF         | DNF    | DNF    | ―    |

### Moderner Fünfkampf
| Athleten               | Fechten | Fechten | Schwimmen   | Schwimmen | Reiten  | Reiten | Combined     | Combined | Punkte | Rang |
| Athleten               | Bilanz  | Punkte  | Zeit        | Punkte    | Zeit    | Punkte | Zeit         | Punkte   | Punkte | Rang |
| ---------------------- | ------- | ------- | ----------- | --------- | ------- | ------ | ------------ | -------- | ------ | ---- |
| Frauen                 |         |         |             |           |         |        |              |          |        |      |
| Genevieve van Rensburg | 18+4    | 219     | 2:11,61 min | 287       | 69,01 s | 273    | 12:37,73 min | 543      | 1322   | 26   |

### Radsport

#### Bahn
| Athleten                                                               | Wettbewerb            | Rang   | Details                                                                                         |
| ---------------------------------------------------------------------- | --------------------- | ------ | ----------------------------------------------------------------------------------------------- |
| Frauen                                                                 |                       |        |                                                                                                 |
| Kristina Clonan                                                        | Sprint                | 12     |                                                                                                 |
| Kristina Clonan                                                        | Keirin                | 16     |                                                                                                 |
| Chloe Moran                                                            | Sprint                | 27     |                                                                                                 |
| Chloe Moran                                                            | Keirin                | 23     |                                                                                                 |
| Georgia Baker Sophie Edwards Alexandra Manly Chloe Moran Maeve Plouffe | Mannschaftsverfolgung | 7      | Qualifikation: 4:08,612 min Erste Runde: 4:09,975 min Finale: 4:11,548 min                      |
| Georgia Baker Alexandra Manly                                          | Madison               | 9      | 6 Punkte                                                                                        |
| Georgia Baker                                                          | Omnium                | 5      | Scratch: 36 Punkte Temporennen: 34 Punkte Ausscheidungsfahren: 38 Punkte Punktefahren: 0 Punkte |
| Männer                                                                 |                       |        |                                                                                                 |
| Leigh Hoffman Matthew Richardson Matthew Glaetzer                      | Teamsprint            | Bronze | Qualifikation: 42,072 s Erste Runde: 42,336 s Finale: 41,597 s                                  |
| Leigh Hoffman                                                          | Sprint                | 10     |                                                                                                 |
| Matthew Richardson                                                     | Sprint                | Silber |                                                                                                 |
| Matthew Richardson                                                     | Keirin                | Silber |                                                                                                 |
| Matthew Glaetzer                                                       | Keirin                | Bronze |                                                                                                 |
| Oliver Bleddyn Conor Leahy Kelland O’Brien Sam Welsford                | Mannschaftsverfolgung | Gold   | Qualifikation: 3:42,958 min Erste Runde: 3:40,70 min Finale: 3:42,067 min                       |
| Sam Welsford Kelland O’Brien                                           | Madison               | 12     | −49 Punkte                                                                                      |
| Sam Welsford                                                           | Omnium                | 14     | Scratch: 14 Punkte Temporennen: 6 Punkte Ausscheidungsfahren: 32 Punkte Punktefahren: 0 Punkte  |

#### Straße
Lucas Plapp verletzte sich während des Einzelzeitfahrens, Ben O’Connor nahm seinen Platz im Straßenrennen ein.
| Athleten            | Wettbewerb       | Zeit         | Rang |
| ------------------- | ---------------- | ------------ | ---- |
| Frauen              |                  |              |      |
| Grace Brown         | Straßenrennen    | 4:04:23 h    | 23   |
| Grace Brown         | Einzelzeitfahren | 39:38,24 min | Gold |
| Lauretta Hanson     | Straßenrennen    | 4:04:23 h    | 22   |
| Ruby Roseman-Gannon | Straßenrennen    | 4:07:12 h    | 39   |
| Männer              |                  |              |      |
| Simon Clarke        | Straßenrennen    | 6:23:16 h    | 32   |
| Michael Matthews    | Straßenrennen    | 6:21:47 h    | 15   |
| Ben O’Connor        | Straßenrennen    | 6:26:57 h    | 51   |
| Lucas Plapp         | Einzelzeitfahren | DNF          | DNF  |

#### Mountainbike
| Athleten          | Wettbewerb    | Zeit      | Rang |
| ----------------- | ------------- | --------- | ---- |
| Frauen            |               |           |      |
| Rebecca Henderson | Cross-Country | 1:32:44 h | 13   |

#### BMX-Rennsport
| Athleten        | Wettbewerb | Viertelfinale | Viertelfinale | Halbfinale | Halbfinale | Finale        | Finale        | Rang |
| Athleten        | Wettbewerb | Punkte        | Rang          | Punkte     | Rang       | Zeit          | Rang          | Rang |
| --------------- | ---------- | ------------- | ------------- | ---------- | ---------- | ------------- | ------------- | ---- |
| Frauen          |            |               |               |            |            |               |               |      |
| Lauren Reynolds | BMX-Rennen | 10            | 9             | 15         | 4          | ausgeschieden | ausgeschieden | 10   |
| Saya Sakakibara | BMX-Rennen | 3             | 1             | 3          | 1          | 34,231 s      | 1             | Gold |
| Männer          |            |               |               |            |            |               |               |      |
| Izaac Kennedy   | BMX-Rennen | 15            | 6             | 11         | 4          | DNF           | 8             | 8    |

#### BMX-Freestyle
| Athleten      | Wettbewerb | Qualifikation | Qualifikation | Finale | Finale |
| Athleten      | Wettbewerb | Punkte        | Rang          | Punkte | Rang   |
| ------------- | ---------- | ------------- | ------------- | ------ | ------ |
| Männer        |            |               |               |        |        |
| Logan Martin  | Freestyle  | 89,39         | 3             | 64,40  | 9      |
| Frauen        |            |               |               |        |        |
| Natalya Diehm | Freestyle  | 83,89         | 8             | 88,80  | Bronze |

### Reiten

#### Dressurreiten
| Athleten                                                                                | Wettbewerb | Prozent / Punkte           | Prozent / Punkte | Prozent / Punkte | Rang |
| Athleten                                                                                | Wettbewerb | Grand Prix (Qualifikation) | GP Spécial       | GP Kür           | Rang |
| --------------------------------------------------------------------------------------- | ---------- | -------------------------- | ---------------- | ---------------- | ---- |
| Jayden Brown mit Quincy B                                                               | Einzel     | 68,991                     | —                | ausgeschieden    | 39   |
| William Matthew mit Mysterious Star                                                     | Einzel     | 69,953                     | —                | ausgeschieden    | 35   |
| Simone Pearce mit Destano                                                               | Einzel     | 70,171                     | —                | ausgeschieden    | 32   |
| Jayden Brown mit Quincy B William Matthew mit Mysterious Star Simone Pearce mit Destano | Mannschaft | 209,115                    | 207,203          | —                | 10   |

#### Springreiten
| Athleten                                                                                                | Wettbewerb | Strafpunkte   | Strafpunkte   | Strafpunkte   | Strafpunkte   | Strafpunkte   | Strafpunkte   | Rang |
| Athleten                                                                                                | Wettbewerb | Einzelwertung | Einzelwertung | Einzelwertung | Nationenpreis | Nationenpreis | Nationenpreis | Rang |
| Athleten                                                                                                | Wettbewerb | Qualifikation | Finale        | Stechen       | Qualifikation | Finale        | Stechen       | Rang |
| --- | ---------- | ------------- | ------------- | ------------- | ------------- | ------------- | ------------- | ---- |
| Hilary Scott mit Oaks Milky Way                                                                         | Einzel     | 8             | ausgeschieden | ausgeschieden | —             | —             | —             | 44   |
| Edwina Tops-Alexander mit Fellow Castlefield                                                            | Einzel     | 8             | ausgeschieden | ausgeschieden | —             | —             | —             | 47   |
| Thaisa Erwin mit Hialita B                                                                              | Einzel     | 8             | ausgeschieden | ausgeschieden | —             | —             | —             | 51   |
| Hilary Scott mit Oaks Milky Way Edwina Tops-Alexander mit Fellow Castlefield Thaisa Erwin mit Hialita B | Mannschaft | —             | —             | —             | 36            | ausgeschieden | ausgeschieden | 15   |

#### Vielseitigkeitsreiten
| Athleten | Wettbewerb | Minuspunkte Dressur | Minuspunkte Gelände | Minuspunkte Springen | Minuspunkte Springen | Minuspunkte Gesamt | Rang          |
| --- | ---------- | ------------------- | ------------------- | -------------------- | -------------------- | ------------------ | ------------- |
| Christopher Burton mit Shadow Man                                                                                  | Einzel     | 22,00               | 0,00                | 0,40                 | 0,00                 | 22,40              | Silber        |
| Shane Rose mit Virgil                                                                                              | Einzel     | 34,60               | 2,80                | 4,40                 | 0,00                 | 41,80              | 20            |
| Kevin McNab mit Don Quidam                                                                                         | Einzel     | 34,90               | zurückgezogen       | zurückgezogen        | zurückgezogen        | zurückgezogen      | zurückgezogen |
| Shenae Lowings mit Bold Venture Shane Rose mit Virgil Christopher Burton mit Shadow Man Kevin McNab mit Don Quidam | Mannschaft | 91,50               | 202,80              | 34,00                | —                    | 328,30             | 15            |

### Ringen

#### Freier Stil
Legende: G = Gewonnen, V = Verloren, S = Schultersieg
| Athleten         | Wettbewerb       | Achtelfinale | Achtelfinale | Viertelfinale | Viertelfinale | Halbfinale    | Halbfinale    | Hoffnungsrunde Halbfinale | Hoffnungsrunde Halbfinale | Hoffnungsrunde Finale | Hoffnungsrunde Finale | Finale        | Finale        | Rang |
| Athleten         | Wettbewerb       | Gegner       | Ergebnis     | Gegner        | Ergebnis      | Gegner        | Ergebnis      | Gegner                    | Ergebnis                  | Gegner                | Ergebnis              | Gegner        | Ergebnis      | Rang |
| ---------------- | ---------------- | ------------ | ------------ | ------------- | ------------- | ------------- | ------------- | ------------------------- | ------------------------- | --------------------- | --------------------- | ------------- | ------------- | ---- |
| Männer           |                  |              |              |               |               |               |               |                           |                           |                       |                       |               |               |      |
| Georgii Okorokov | Klasse bis 65 kg | S. Rivera    | V 2:12       | ausgeschieden | ausgeschieden | ausgeschieden | ausgeschieden | ausgeschieden             | ausgeschieden             | ausgeschieden         | ausgeschieden         | ausgeschieden | ausgeschieden | 10   |
| Jayden Lawrence  | Klasse bis 86 kg | H. Yazdani   | V 0:10       | ausgeschieden | ausgeschieden | ausgeschieden | ausgeschieden | D. Kurugliev              | V 0:10                    | ausgeschieden         | ausgeschieden         | ausgeschieden | ausgeschieden | 16   |

### Rudern
| Athleten | Wettbewerb             | Vorlauf     | Vorlauf | Vorlauf       | Hoffnungslauf / Viertelfinale | Hoffnungslauf / Viertelfinale | Hoffnungslauf / Viertelfinale | Halbfinale    | Halbfinale    | Halbfinale    | Finale        | Finale        | Rang   |
| Athleten | Wettbewerb             | Zeit        | Rang    | Qualifikation | Zeit                          | Rang                          | Qualifikation                 | Zeit          | Rang          | Qualifikation | Zeit          | Rang          | Rang   |
| --- | ---------------------- | ----------- | ------- | ------------- | ----------------------------- | ----------------------------- | ----------------------------- | ------------- | ------------- | ------------- | ------------- | ------------- | ------ |
| Frauen |                        |             |         |               |                               |                               |                               |               |               |               |               |               |        |
| Tara Rigney | Einer                  | 7:30,71 min | 1       | Viertelfinale | 7:30,57 min                   | 1                             | Halbfinale A/B                | 7:23,58 min   | 2             | A-Finale      | 7:21,38 min   | 4             | 4      |
| Jess Morrison Annabelle McIntyre | Zweier ohne Steuerfrau | 7:16,58 min | 1       | Halbfinale    | —                             | —                             | —                             | 7:14,14 min   | 1             | A-Finale      | 7:03,54 min   | 3             | Bronze |
| Amanda Bateman Harriet Hudson | Doppelzweier           | 6:49,21 min | 2       | Halbfinale    | —                             | —                             | —                             | 6:52,69 min   | 4             | B-Finale      | 6:47,66 min   | 1             | 7      |
| Olympia Aldersey Jean Mitchell Lily Alton Molly Goodman                                                                                    | Vierer ohne Steuerfrau | 6:59,86 min | 4       | Hoffnungslauf | —                             | —                             | —                             | 6:43,70 min   | 5             | B-Finale      | 6:39,28 min   | 3             | 9      |
| Ria Thompson Rowena Meredith Laura Gourley Caitlin Cronin                                                                                  | Doppelvierer           | 6:25,88 min | 5       | Hoffnungslauf | 6:32,65 min                   | 3                             | B-Finale                      | —             | —             | —             | 6:30,85 min   | 2             | 8      |
| Katrina Werry Lucy Stephan Bronwyn Cox Georgina Rowe Jacqui Swick Giorgia Patten Sarah Hawe Paige Barr Hayley Verbundt (Steuerfrau)        | Achter                 | 6:18,61 min | 2       | Hoffnungslauf | 6:06,09 min                   | 3                             | A-Finale                      | —             | —             | —             | 6:00,73 min   | 4             | 4      |
| Männer |                        |             |         |               |                               |                               |                               |               |               |               |               |               |        |
| Patrick Holt Simon Keenan | Zweier ohne Steuermann | 6:49,79 min | 4       | Hoffnungslauf | 6:53,40 min                   | 4                             | ausgeschieden                 | ausgeschieden | ausgeschieden | ausgeschieden | ausgeschieden | ausgeschieden | 13     |
| Timothy Masters Jack Robertson Fergus Hamilton Alexander Hill                                                                              | Vierer ohne Steuermann | 6:06,84 min | 2       | A-Finale      | —                             | —                             | —                             | —             | —             | —             | 6:00,35 min   | 6             | 6      |
| Ben Canham Joshua Hicks Spencer Turrin Angus Widdicombe Jack Hargreaves Alex Purnell Angus Dawson Jack O’Brien Kendall Brodie (Steuerfrau) | Achter                 | 5:42,07 min | 2       | Hoffnungslauf | 5:31,50 min                   | 4                             | Finale                        | —             | —             | —             | 5:31,79 min   | 6             | 6      |

### 7er-Rugby
| Wettbewerb         | Frauen | Männer |
| ------------------ | --- | --- |
| Athleten           | Bienne Terita Sharni Smale Faith Nathan Dominique du Toit Teagan Levi Sariah Paki Charlotte Caslick Kaitlin Shave Tia Hinds Isabella Nasser Bridget Clark Maddison Levi Kahli Henwood | Ben Dowling Matthew Gonzalez Henry Hutchison Nathan Lawson Maurice Longbottom Nick Malouf Mark Nawaqanitawase Henry Paterson Dietrich Roache Hayden Sargeant Corey Toole James Turner |
| Trainer            | Tim Walsh | John Manenti |
| Gruppenphase       | Südafrika (34:5) Großbritannien (36:5) Irland (19:14) | Samoa (21:14) Kenia (21:7) Argentinien (22:14) |
| Viertelfinale      | Irland (40:7) | Vereinigte Staaten (18:0) |
| Halbfinale         | Kanada (12:21) | Fidschi (7:31) |
| Spiel um Platz 3   | Vereinigte Staaten (12:14) | — |
| Platzierungsspiele | — | Südafrika (19:26) |
| Rang               | 4 | 4 |

### Schießen
| Athleten                 | Wettbewerb                                 | Qualifikation   | Qualifikation | Finale          | Finale        | Rang   |
| Athleten                 | Wettbewerb                                 | Ringe/ Scheiben | Rang          | Ringe/ Scheiben | Rang          | Rang   |
| ------------------------ | ------------------------------------------ | --------------- | ------------- | --------------- | ------------- | ------ |
| Frauen                   |                                            |                 |               |                 |               |        |
| Elena Galiabovitch       | 25 m Sportpistole                          | 569             | 35            | ausgeschieden   | ausgeschieden | 35     |
| Elena Galiabovitch       | 10 m Luftpistole                           | 564             | 37            | ausgeschieden   | ausgeschieden | 37     |
| Aislin Jones             | Skeet                                      | 112             | 25            | ausgeschieden   | ausgeschieden | 25     |
| Catherine Skinner        | Trap                                       | 116             | 17            | ausgeschieden   | ausgeschieden | 17     |
| Penny Smith              | Trap                                       | 121             | 6             | 32              | 3             | Bronze |
| Männer                   |                                            |                 |               |                 |               |        |
| Sergei Evglevski         | 25 m Schnellfeuerpistole                   | 573             | 26            | ausgeschieden   | ausgeschieden | 26     |
| Dane Sampson             | 50 m Kleinkalibergewehr Dreistellungskampf | 581             | 34            | ausgeschieden   | ausgeschieden | 34     |
| Dane Sampson             | 10 m Luftgewehr                            | 626,9           | 30            | ausgeschieden   | ausgeschieden | 30     |
| Jack Rossiter            | 50 m Kleinkalibergewehr Dreistellungskampf | 585             | 27            | ausgeschieden   | ausgeschieden | 27     |
| Jack Rossiter            | 10 m Luftgewehr                            | 628,5           | 16            | ausgeschieden   | ausgeschieden | 16     |
| Joshua Bell              | Skeet                                      | 116             | 25            | ausgeschieden   | ausgeschieden | 25     |
| James Willett            | Trap                                       | 123             | 3             | 19              | 6             | 6      |
| Mitchell Iles            | Trap                                       | 122             | 9             | ausgeschieden   | ausgeschieden | 9      |
| Mixed                    |                                            |                 |               |                 |               |        |
| Aislin Jones Joshua Bell | Skeet                                      | 141             | 11            | ausgeschieden   | ausgeschieden | 11     |

### Schwimmen
| Athleten | Wettbewerb          | Vorlauf      | Vorlauf | Halbfinale    | Halbfinale    | Finale         | Finale        | Rang   |
| Athleten | Wettbewerb          | Zeit         | Rang    | Zeit          | Rang          | Zeit           | Rang          | Rang   |
| --- | ------------------- | ------------ | ------- | ------------- | ------------- | -------------- | ------------- | ------ |
| Frauen |                     |              |         |               |               |                |               |        |
| Meg Harris | 50 m Freistil       | 24,50        | 5       | 24,33 s       | 6             | 23,97 s        | 2             | Silber |
| Shayna Jack | 50 m Freistil       | 24,38        | 4       | 24,29 s       | 5             | 24,39 s        | 8             | 8      |
| Shayna Jack | 100 m Freistil      | 53,40 s      | 6       | 52,72 s       | 2             | 52,72 s        | 5             | 5      |
| Mollie O'Callaghan | 100 m Freistil      | 53,27 s      | 5       | 52,75 s       | 3             | 52,34 s        | 4             | 4      |
| Mollie O'Callaghan | 200 m Freistil      | 1:55,79 min  | 1       | 1:54,70 min   | 2             | 1:53,27 min OR | 1             | Gold   |
| Ariarne Titmus | 200 m Freistil      | 1:56,23 min  | 3       | 1:54,64 min   | 1             | 1:53,81 min    | 2             | Silber |
| Ariarne Titmus | 400 m Freistil      | 4:02,46 min  | 2       | —             | —             | 3:57,49 min    | 1             | Gold   |
| Ariarne Titmus | 800 m Freistil      | 8:19,87 min  | 3       | —             | —             | 8:12,29 min OC | 2             | Silber |
| Jamie Perkins | 400 m Freistil      | 4:03,30 min  | 3       | —             | —             | 4:04,96 min    | 8             | 8      |
| Lani Pallister | 800 m Freistil      | 8:20,21 min  | 4       | —             | —             | 8:21,09 min    | 6             | 6      |
| Lani Pallister | 1500 m Freistil     | DNS          | DNS     | DNS           | DNS           | DNS            | DNS           | DNS    |
| Moesha Johnson | 1500 m Freistil     | 16:04,02 min | 5       | —             | —             | 16:02,70 min   | 6             | 6      |
| Moesha Johnson | 10 km Freiwasser    | —            | —       | —             | —             | 2:03:39,70 h   | 2             | Silber |
| Iona Anderson | 100 m Rücken        | 59,37 s      | 7       | 58,63 s       | 4             | 58,98 s        | 5             | 5      |
| Kaylee McKeown | 100 m Rücken        | 58,48 s      | 3       | 57,99 s       | 2             | 57,33 s OR, OC | 1             | Gold   |
| Kaylee McKeown | 200 m Rücken        | 2:08,89 min  | 3       | 2:07,57 min   | 2             | 2:03,73 min OR | 1             | Gold   |
| Kaylee McKeown | 200 m Lagen         | 2:11,26 min  | 9       | 2:09,97 min   | 7             | 2:08,08 min    | 3             | Bronze |
| Jaclyn Barclay | 200 m Rücken        | 2:10,53 min  | 17      | ausgeschieden | ausgeschieden | ausgeschieden  | ausgeschieden | 17     |
| Jenna Strauch | 100 m Brust         | 1:07,27 min  | 22      | ausgeschieden | ausgeschieden | ausgeschieden  | ausgeschieden | 22     |
| Jenna Strauch | 200 m Brust         | 2:24,38 min  | 8       | 2:24,05 min   | 10            | ausgeschieden  | ausgeschieden | 10     |
| Ella Ramsay | 200 m Brust         | 2:25,61 min  | 14      | 2:24,56 min   | 12            | ausgeschieden  | ausgeschieden | 12     |
| Ella Ramsay | 200 m Lagen         | 2:10,75 min  | 6       | 2:10,16 min   | 8             | DNS            | DNS           | 8      |
| Ella Ramsay | 400 m Lagen         | 4:39,04 min  | 6       | —             | —             | 4:38,01 min    | 5             | 5      |
| Emma McKeon | 100 m Schmetterling | 56,79 s      | 5       | 56,74 s       | 6             | 56,93 s        | 6             | 6      |
| Alexandria Perkins | 100 m Schmetterling | 57,46 s      | 8       | 57,84 s       | 13            | ausgeschieden  | ausgeschieden | 13     |
| Elizabeth Dekkers | 200 m Schmetterling | 2:08,97 min  | 8       | 2:06,17 min   | 4             | 2:07,11 min    | 4             | 4      |
| Abbey Lee Connor | 200 m Schmetterling | 2:07,13 min  | 3       | 2:07,10 min   | 7             | 2:08,15 min    | 7             | 7      |
| Jenna Forrester | 400 m Lagen         | 4:40,55 min  | 9       | —             | —             | ausgeschieden  | ausgeschieden | 9      |
| Bronte Campbell (Vorlauf) Meg Harris Shayna Jack (Finale) Emma McKeon Mollie O’Callaghan (Finale) Olivia Wunsch (Vorlauf)                                                                       | 4 × 100 m Freistil  | 3:31,57 min  | 1       | —             | —             | 3:28,92 min OR | 1             | Gold   |
| Mollie O’Callaghan Lani Pallister Brianna Throssell (Finale) Ariarne Titmus (Finale) Jamie Perkins (Vorlauf) Shayna Jack (Vorlauf)                                                              | 4 × 200 m Freistil  | 7:45,63 min  | 1       | —             | —             | 7:38,08 min OR | 1             | Gold   |
| Iona Anderson (Vorlauf) Ella Ramsay (Vorlauf) Alexandria Perkins (Vorlauf) Meg Harris (Vorlauf) Kaylee McKeown (Finale) Jenna Strauch (Finale) Emma McKeon (Finale) Mollie O’Callaghan (Finale) | 4 × 100 m Lagen     | 3:54,81 min  | 1       | —             | —             | 3:53,11 min    | 2             | Silber |
| Chelsea Gubecka | 10 km Freiwasser    | —            | —       | —             | —             | 2:06:17,80 h   | 14            | 14     |
| Männer |                     |              |         |               |               |                |               |        |
| Ben Armbruster | 50 m Freistil       | 21,86 s      | 8       | 21,94 s       | 14            | ausgeschieden  | ausgeschieden | 14     |
| Ben Armbruster | 100 m Schmetterling | 51,33 s      | 11      | 51,17 s       | 9             | ausgeschieden  | ausgeschieden | 9      |
| Cameron McEvoy | 50 m Freistil       | 21,32 s      | 1       | 21,38 s       | 1             | 21,25 s        | 1             | Gold   |
| Kyle Chalmers | 100 m Freistil      | 48,07 s      | 6       | 47,58 s       | 2             | 47,48 s        | 2             | Silber |
| William Yang | 100 m Freistil      | 48,46 s      | 17      | ausgeschieden | ausgeschieden | ausgeschieden  | ausgeschieden | 17     |
| Maximillian Giuliani | 200 m Freistil      | 1:46,15 min  | 5       | 1:45,37 min   | 5             | 1:45,57 min    | 7             | 7      |
| Thomas Neill | 200 m Freistil      | 1:46,27 min  | 9       | 1:46,18 min   | 10            | ausgeschieden  | ausgeschieden | 10     |
| Thomas Neill | 200 m Lagen         | 1:59,13 min  | 14      | 1:58,77 min   | 11            | ausgeschieden  | ausgeschieden | 11     |
| Elijah Winnington | 400 m Freistil      | 3:44,87 min  | 2       | —             | —             | 3:45,20 min    | 2             | Silber |
| Elijah Winnington | 800 m Freistil      | 7:42,86 min  | 4       | —             | —             | 7:48,36 min    | 8             | 8      |
| Samuel Short | 400 m Freistil      | 3:44,88 min  | 2       | —             | —             | 3:42,64 min    | 4             | 4      |
| Samuel Short | 800 m Freistil      | 7:46,83 min  | 9       | —             | —             | ausgeschieden  | ausgeschieden | 9      |
| Samuel Short | 1500 m Freistil     | 14:58,15 min | 13      | —             | —             | ausgeschieden  | ausgeschieden | 13     |
| Isaac Cooper | 100 m Rücken        | 54,21 s      | 21      | ausgeschieden | ausgeschieden | ausgeschieden  | ausgeschieden | 21     |
| Bradley Woodward | 100 m Rücken        | 54,34 s      | 25      | ausgeschieden | ausgeschieden | ausgeschieden  | ausgeschieden | 25     |
| Bradley Woodward | 200 m Rücken        | 2:00,50 min  | 25      | ausgeschieden | ausgeschieden | ausgeschieden  | ausgeschieden | 25     |
| Se-Bom Lee | 200 m Rücken        | 1:58,30 min  | 18      | ausgeschieden | ausgeschieden | ausgeschieden  | ausgeschieden | 18     |
| Joshua Yong | 100 m Brust         | 59,75 s      | 12      | 59,64 s       | 12            | ausgeschieden  | ausgeschieden | 12     |
| Joshua Yong | 200 m Brust         | 2:10,68 min  | 14      | 2:09,89 min   | 8             | 2:11,44 min    | 8             | 8      |
| Sam Williamson | 100 m Brust         | 1:00,50 min  | 24      | ausgeschieden | ausgeschieden | ausgeschieden  | ausgeschieden | 24     |
| Zac Stubblety-Cook | 200 m Brust         | 2:09,49 min  | 2       | 2:08,57 min   | 2             | 2:06,79 min    | 2             | Silber |
| Matthew Temple | 100 m Schmetterling | 50,89 s      | 7       | 50,95 s       | 7             | 51,10 s        | 7             | 7      |
| Matthew Temple | 200 m Schmetterling | 1:57,39 min  | 23      | ausgeschieden | ausgeschieden | ausgeschieden  | ausgeschieden | 23     |
| William Petric | 200 m Lagen         | 1:58,84 min  | 11      | 1:58,13 min   | 10            | ausgeschieden  | ausgeschieden | 10     |
| William Petric | 400 m Lagen         | 4:13,58 min  | 12      | —             | —             | ausgeschieden  | ausgeschieden | 12     |
| Brendon Smith | 400 m Lagen         | 4:14,36 min  | 13      | —             | —             | ausgeschieden  | ausgeschieden | 13     |
| Jack Cartwright Kyle Chalmers Flynn Southam Kai Taylor (Finale) William Yang (Vorlauf) | 4 × 100 m Freistil  | 3:12,25 min  | 2       | —             | —             | 3:10,35 min    | 2             | Silber |
| Kai Taylor (Vorlauf) Zac Incerti (Vorlauf) Maximillian Giuliani (Finale) Flynn Southam Elijah Winnington (Finale) Thomas Neill                                                                  | 4 × 200 m Freistil  | 7:05,63 min  | 5       | —             | —             | 7:01,98 min    | 3             | Bronze |
| Ben Armbruster (Vorlauf) Isaac Cooper Joshua Yong Matthew Temple (Finale) Kyle Chalmers | 4 × 100 m Lagen     | 3:32,24 min  | 6       | —             | —             | 3:31,86 min    | 6             | 6      |
| Kyle Lee | 10 km Freiwasser    | —            | —       | —             | —             | 1:56:42,50 h   | 13            | 13     |
| Nicholas Sloman | 10 km Freiwasser    | —            | —       | —             | —             | 1:56:25,40 h   | 11            | 11     |
| Mixed |                     |              |         |               |               |                |               |        |
| Kaylee McKeown Joshua Yong Matthew Temple Mollie O’Callaghan Iona Anderson (Vorlauf) Zac Stubblety-Cook (Vorlauf) Emma McKeon (Vorlauf) Kyle Chalmers (Vorlauf)                                 | 4 × 100 m Lagen     | 3:41,42 min  | 2       | —             | —             | 3:38,76 min OC | 3             | Bronze |

### Segeln
| Athleten                    | Wettbewerb        | Qualifikation | Qualifikation | Medal Race    | Medal Race    | Punkte | Rang   |
| Athleten                    | Wettbewerb        | Punkte        | Rang          | Punkte        | Rang          | Punkte | Rang   |
| --------------------------- | ----------------- | ------------- | ------------- | ------------- | ------------- | ------ | ------ |
| Frauen                      |                   |               |               |               |               |        |        |
| Zoe Thomson                 | Laser Radial      | 173           | 20            | ausgeschieden | ausgeschieden | 173    | 20     |
| Breiana Whitehead           | Formula Kite      | 35            | 7             | Halbfinale    | Halbfinale    | ―      | 9      |
| Evie Haseldine Olivia Price | 49erFX            | 102           | 8             | 18            | 9             | 120    | 9      |
| Männer                      |                   |               |               |               |               |        |        |
| Grae Morris                 | Windsurfen iQFoiL | 98            | 1             | 2             | 2             | 100    | Silber |
| Matthew Wearn               | Laser             | 56            | 1             | 2             | 1             | 58     | Gold   |
| Jim Colley Shaun Connor     | 49er              | 123           | 14            | ausgeschieden | ausgeschieden | 123    | 14     |
| Mixed                       |                   |               |               |               |               |        |        |
| Conor Nicholas Nia Jerwood  | 470er             | 62            | 9             | 12            | 6             | 74     | 9      |
| Rhiannan Brown Brin Liddell | Nacra 17          | 121           | 13            | ausgeschieden | ausgeschieden | 121    | 13     |

### Skateboard
| Athleten       | Wettbewerb | Qualifikation | Qualifikation | Finale        | Finale        | Rang |
| Athleten       | Wettbewerb | Punkte        | Rang          | Punkte        | Rang          | Rang |
| -------------- | ---------- | ------------- | ------------- | ------------- | ------------- | ---- |
| Frauen         |            |               |               |               |               |      |
| Arisa Trew     | Park       | 82,95         | 6             | 93,18         | 1             | Gold |
| Ruby Trew      | Park       | 77,89         | 11            | ausgeschieden | ausgeschieden | 11   |
| Chloe Covell   | Street     | 246,73        | 4             | 70,33         | 8             | 8    |
| Liv Lovelace   | Street     | 118,10        | 21            | ausgeschieden | ausgeschieden | 21   |
| Haylie Powell  | Street     | 125,30        | 20            | ausgeschieden | ausgeschieden | 20   |
| Männer         |            |               |               |               |               |      |
| Keegan Palmer  | Park       | 93,78         | 1             | 93,11         | 1             | Gold |
| Keefer Wilson  | Park       | 90,10         | 5             | 58,36         | 8             | 8    |
| Kieran Woolley | Park       | 80,04         | 16            | ausgeschieden | ausgeschieden | 16   |
| Shane O’Neill  | Street     | 107,50        | 19            | ausgeschieden | ausgeschieden | 19   |

### Sportklettern
Kombination
| Athleten          | Qualifikation | Qualifikation | Qualifikation | Qualifikation | Qualifikation | Qualifikation | Finale        | Finale        | Finale        | Finale        | Finale        | Rang |
| Athleten          | Bouldern      | Bouldern      | Lead          | Lead          | Ergebnis      | Rang          | Bouldern      | Bouldern      | Lead          | Lead          | Ergebnis      | Rang |
| Athleten          | Ergebnis      | Rang          | Griffe        | Rang          | Ergebnis      | Rang          | Ergebnis      | Rang          | Griffe        | Rang          | Ergebnis      | Rang |
| ----------------- | ------------- | ------------- | ------------- | ------------- | ------------- | ------------- | ------------- | ------------- | ------------- | ------------- | ------------- | ---- |
| Frauen            |               |               |               |               |               |               |               |               |               |               |               |      |
| Oceana Mackenzie  | 79,6          | 4             | 45,1          | 14            | 124,7         | 6             | 59,7          | 3             | 45,1          | 7             | 104,8         | 7    |
| Männer            |               |               |               |               |               |               |               |               |               |               |               |      |
| Campbell Harrison | 9,4           | 19            | 14,0          | 13            | 23,4          | 19            | ausgeschieden | ausgeschieden | ausgeschieden | ausgeschieden | ausgeschieden | 19   |

### Surfen
| Athleten      | Wettbewerb | 1. Runde | 1. Runde | 2. Runde   | 2. Runde    | 3. Runde      | 3. Runde      | Viertelfinale | Viertelfinale | Halbfinale    | Halbfinale    | Finale / Platz 3 | Finale / Platz 3 | Rang   |
| Athleten      | Wettbewerb | Punkte   | Rang     | Gegner     | Ergebnis    | Gegner        | Ergebnis      | Gegner        | Ergebnis      | Gegner        | Ergebnis      | Gegner           | Ergebnis         | Rang   |
| ------------- | ---------- | -------- | -------- | ---------- | ----------- | ------------- | ------------- | ------------- | ------------- | ------------- | ------------- | ---------------- | ---------------- | ------ |
| Frauen        |            |          |          |            |             |               |               |               |               |               |               |                  |                  |        |
| Molly Picklum | Shortboard | 8,44     | 3        | J. Defay   | 7,43:11,83  | ausgeschieden | ausgeschieden | ausgeschieden | ausgeschieden | ausgeschieden | ausgeschieden | ausgeschieden    | ausgeschieden    | 17     |
| Tyler Wright  | Shortboard | 7,67     | 1        | Freilos    | Freilos     | A. Lelior     | 11,10:7,74    | C. Marks      | 5,37:7,77     | ausgeschieden | ausgeschieden | ausgeschieden    | ausgeschieden    | 5      |
| Männer        |            |          |          |            |             |               |               |               |               |               |               |                  |                  |        |
| Ethan Ewing   | Shortboard | 9,90     | 1        | Freilos    | Freilos     | C. O’Leary    | 14,17:11,00   | J. Robinson   | 13,00:15,33   | ausgeschieden | ausgeschieden | ausgeschieden    | ausgeschieden    | 5      |
| Jack Robinson | Shortboard | 13,36    | 2        | L. Mesinas | 16,87:10,83 | J. Florence   | 13,94:9,07    | E. Ewing      | 15,33:13,00   | G. Medina     | 12,33:6,33    | K. Vaast         | 7,83:17,67       | Silber |

### Synchronschwimmen
| Athletinnen | Wettbewerb | Technische Kür | Technische Kür | Freie Kür | Freie Kür | Akrobatische Kür | Akrobatische Kür | Gesamt   | Gesamt |
| Athletinnen | Wettbewerb | Punkte         | Rang           | Punkte    | Rang      | Punkte           | Rang             | Punkte   | Rang   |
| --- | ---------- | -------------- | -------------- | --------- | --------- | ---------------- | ---------------- | -------- | ------ |
| Frauen |            |                |                |           |           |                  |                  |          |        |
| Carolyn Rayna Buckle Kiera Gazzard | Duett      | 210,0782       | 14             | 198,0271  | 15        | —                | —                | 408,1053 | 16     |
| Carolyn Rayna Buckle Georgia Courage-Gardiner Raphaelle Gauthier Kiera Gazzard Margo Joseph-Kuo Anastasia Kusmawan Zoe Poulis Milena Waldmann | Gruppe     | 235,9071       | 10             | 280,5521  | 9         | 211,9766         | 9                | 728,4358 | 9      |

### Taekwondo
| Athleten        | Wettbewerb       | 1. Runde | 1. Runde | Achtelfinale  | Achtelfinale | Viertelfinale  | Viertelfinale | Halbfinale    | Halbfinale    | Hoffnungsrunde | Hoffnungsrunde | Finale / Platz 3 | Finale / Platz 3 | Rang |
| Athleten        | Wettbewerb       | Gegner   | Ergebnis | Gegner        | Ergebnis     | Gegner         | Ergebnis      | Gegner        | Ergebnis      | Gegner         | Ergebnis       | Gegner           | Ergebnis         | Rang |
| --------------- | ---------------- | -------- | -------- | ------------- | ------------ | -------------- | ------------- | ------------- | ------------- | -------------- | -------------- | ---------------- | ---------------- | ---- |
| Frauen          |                  |          |          |               |              |                |               |               |               |                |                |                  |                  |      |
| Stacey Hymer    | Klasse bis 57 kg | —        | —        | M. C. Pacheco | 0:2          | ausgeschieden  | ausgeschieden | ausgeschieden | ausgeschieden | ausgeschieden  | ausgeschieden  | ausgeschieden    | ausgeschieden    | 11   |
| Männer          |                  |          |          |               |              |                |               |               |               |                |                |                  |                  |      |
| Bailey Lewis    | Klasse bis 58 kg | —        | —        | N. Issaka     | 2:0          | M. K. Jendoubi | 0:2           | ausgeschieden | ausgeschieden | ausgeschieden  | ausgeschieden  | ausgeschieden    | ausgeschieden    | 9    |
| Leon Sejranovic | Klasse bis 80 kg | —        | —        | F. Katoussi   | 0:2          | ausgeschieden  | ausgeschieden | ausgeschieden | ausgeschieden | E. Hrnic       | 0:2            | ausgeschieden    | ausgeschieden    | 7    |

### Tennis
| Athleten                        | Wettbewerb | 1. Runde                    | 1. Runde         | 2. Runde      | 2. Runde      | Achtelfinale                      | Achtelfinale  | Viertelfinale             | Viertelfinale      | Halbfinale         | Halbfinale    | Finale / Platz 3     | Finale / Platz 3   | Rang |
| Athleten                        | Wettbewerb | Gegner                      | Ergebnis         | Gegner        | Ergebnis      | Gegner                            | Ergebnis      | Gegner                    | Ergebnis           | Gegner             | Ergebnis      | Gegner               | Ergebnis           | Rang |
| ------------------------------- | ---------- | --------------------------- | ---------------- | ------------- | ------------- | --------------------------------- | ------------- | ------------------------- | ------------------ | ------------------ | ------------- | -------------------- | ------------------ | ---- |
| Frauen                          |            |                             |                  |               |               |                                   |               |                           |                    |                    |               |                      |                    |      |
| Ajla Tomljanović                | Einzel     | C. Gauff                    | 3:6, 0:6         | ausgeschieden | ausgeschieden | ausgeschieden                     | ausgeschieden | ausgeschieden             | ausgeschieden      | ausgeschieden      | ausgeschieden | ausgeschieden        | ausgeschieden      | 33   |
| Olivia Gadecki                  | Einzel     | A. Rus                      | 4:6, 1:6         | ausgeschieden | ausgeschieden | ausgeschieden                     | ausgeschieden | ausgeschieden             | ausgeschieden      | ausgeschieden      | ausgeschieden | ausgeschieden        | ausgeschieden      | 33   |
| Olivia Gadecki Ajla Tomljanović | Doppel     | M. Andrejewa / D. Schneider | 3:6, 6:2, [6:10] | —             | —             | ausgeschieden                     | ausgeschieden | ausgeschieden             | ausgeschieden      | ausgeschieden      | ausgeschieden | ausgeschieden        | ausgeschieden      | 17   |
| Ellen Perez Daria Saville       | Doppel     | C. Gauff / J. Pegula        | 3:6, 1:6         | —             | —             | ausgeschieden                     | ausgeschieden | ausgeschieden             | ausgeschieden      | ausgeschieden      | ausgeschieden | ausgeschieden        | ausgeschieden      | 17   |
| Männer                          |            |                             |                  |               |               |                                   |               |                           |                    |                    |               |                      |                    |      |
| Alexei Popyrin                  | Einzel     | N. Jarry                    | 6:3, 7:65        | S. Wawrinka   | 6:4, 7:5      | A. Zverev                         | 5:7, 3:6      | ausgeschieden             | ausgeschieden      | ausgeschieden      | ausgeschieden | ausgeschieden        | ausgeschieden      | 9    |
| Rinky Hijikata                  | Einzel     | D. Medwedew                 | 2:6, 1:6         | ausgeschieden | ausgeschieden | ausgeschieden                     | ausgeschieden | ausgeschieden             | ausgeschieden      | ausgeschieden      | ausgeschieden | ausgeschieden        | ausgeschieden      | 33   |
| Matthew Ebden                   | Einzel     | N. Đoković                  | 0:6, 1:6         | ausgeschieden | ausgeschieden | ausgeschieden                     | ausgeschieden | ausgeschieden             | ausgeschieden      | ausgeschieden      | ausgeschieden | ausgeschieden        | ausgeschieden      | 33   |
| Matthew Ebden John Peers        | Doppel     | B. Hassan / H. Habib        | 7:65, 6:2        | —             | —             | P. Carreño Busta / M. Granollers  | 6:2, 7:5      | D. Koepfer / J.-L. Struff | 7:62, 7:64         | T. Fritz / T. Paul | 7:5, 6:2      | A. Krajicek / R. Ram | 6:76, 7:61, [10:8] | Gold |
| Alex de Minaur Alexei Popyrin   | Doppel     | A. Krajicek / R. Ram        | 2:6, 3:6         | —             | —             | ausgeschieden                     | ausgeschieden | ausgeschieden             | ausgeschieden      | ausgeschieden      | ausgeschieden | ausgeschieden        | ausgeschieden      | 17   |
| Mixed                           |            |                             |                  |               |               |                                   |               |                           |                    |                    |               |                      |                    |      |
| Ellen Perez Matthew Ebden       | Doppel     | —                           | —                | —             | —             | S. Sorribes Tormo / M. Granollers | 6:3, 6:4      | Wang X. / Zhang Z.        | 7:68, 6:78, [5:10] | ausgeschieden      | ausgeschieden | ausgeschieden        | ausgeschieden      | 5    |

### Tischtennis
| Athleten                                     | Wettbewerb | 1. Runde | 1. Runde | 2. Runde     | 2. Runde | 3. Runde      | 3. Runde      | Achtelfinale          | Achtelfinale  | Viertelfinale | Viertelfinale | Halbfinale    | Halbfinale    | Finale / Platz 3 | Finale / Platz 3 | Rang |
| Athleten                                     | Wettbewerb | Gegner   | Erg.     | Gegner       | Erg.     | Gegner        | Erg.          | Gegner                | Erg.          | Gegner        | Erg.          | Gegner        | Erg.          | Gegner           | Erg.             | Rang |
| -------------------------------------------- | ---------- | -------- | -------- | ------------ | -------- | ------------- | ------------- | --------------------- | ------------- | ------------- | ------------- | ------------- | ------------- | ---------------- | ---------------- | ---- |
| Frauen                                       |            |          |          |              |          |               |               |                       |               |               |               |               |               |                  |                  |      |
| Melissa Tapper                               | Einzel     | Freilos  | Freilos  | Shin Y.-b.   | 0:4      | ausgeschieden | ausgeschieden | ausgeschieden         | ausgeschieden | ausgeschieden | ausgeschieden | ausgeschieden | ausgeschieden | ausgeschieden    | ausgeschieden    | 33   |
| Minhyung Jee                                 | Einzel     | Freilos  | Freilos  | N. Mittelham | 0:4      | ausgeschieden | ausgeschieden | ausgeschieden         | ausgeschieden | ausgeschieden | ausgeschieden | ausgeschieden | ausgeschieden | ausgeschieden    | ausgeschieden    | 33   |
| Melissa Tapper Minhyung Jee Michelle Bromley | Mannschaft | —        | —        | —            | —        | —             | —             | Chinesisch Taipeh     | 0:3           | ausgeschieden | ausgeschieden | ausgeschieden | ausgeschieden | ausgeschieden    | ausgeschieden    | 9    |
| Männer                                       |            |          |          |              |          |               |               |                       |               |               |               |               |               |                  |                  |      |
| Finn Luu                                     | Einzel     | Freilos  | Freilos  | A. Miño      | 3:4      | ausgeschieden | ausgeschieden | ausgeschieden         | ausgeschieden | ausgeschieden | ausgeschieden | ausgeschieden | ausgeschieden | ausgeschieden    | ausgeschieden    | 33   |
| Nicholas Lum                                 | Einzel     | Freilos  | Freilos  | V. Ishiy     | 0:4      | ausgeschieden | ausgeschieden | ausgeschieden         | ausgeschieden | ausgeschieden | ausgeschieden | ausgeschieden | ausgeschieden | ausgeschieden    | ausgeschieden    | 33   |
| Finn Luu Nicholas Lum Bae Hwan               | Mannschaft | —        | —        | —            | —        | —             | —             | Japan                 | 0:3           | ausgeschieden | ausgeschieden | ausgeschieden | ausgeschieden | ausgeschieden    | ausgeschieden    | 9    |
| Mixed                                        |            |          |          |              |          |               |               |                       |               |               |               |               |               |                  |                  |      |
| Nicholas Lum Minhyung Jee                    | Doppel     | —        | —        | —            | —        | —             | —             | O. Ionescu / B. Szőcs | 1:4           | ausgeschieden | ausgeschieden | ausgeschieden | ausgeschieden | ausgeschieden    | ausgeschieden    | 9    |

### Triathlon
| Athleten                                                      | Wettbewerb | Zeit      | Rang |
| ------------------------------------------------------------- | ---------- | --------- | ---- |
| Frauen                                                        |            |           |      |
| Sophie Linn                                                   | Einzel     | 1:58:52 h | 21   |
| Natalie Van Coevorden                                         | Einzel     | 2:03:01 h | 42   |
| Männer                                                        |            |           |      |
| Matthew Hauser                                                | Einzel     | 1:44:17 h | 7    |
| Luke Willian                                                  | Einzel     | 1:51:13 h | 46   |
| Mixed                                                         |            |           |      |
| Luke Willian Natalie Van Coevorden Matthew Hauser Sophie Linn | Staffel    | 1:28:50 h | 12   |

### Turnen

#### Gerätturnen
| Athleten                                                         | Wettbewerb           | Qualifikation | Qualifikation | Finale        | Finale        | Rang |
| Athleten                                                         | Wettbewerb           | Punkte        | Rang          | Punkte        | Rang          | Rang |
| ---------------------------------------------------------------- | -------------------- | ------------- | ------------- | ------------- | ------------- | ---- |
| Frauen                                                           |                      |               |               |               |               |      |
| Kate McDonald                                                    | Boden                | 12,100        | 66            | ausgeschieden | ausgeschieden | 66   |
| Kate McDonald                                                    | Schwebebalken        | 13,033        | 37            | ausgeschieden | ausgeschieden | 37   |
| Kate McDonald                                                    | Stufenbarren         | 13,633        | 28            | ausgeschieden | ausgeschieden | 28   |
| Emma Nedov                                                       | Boden                | 12,333        | 60            | ausgeschieden | ausgeschieden | 60   |
| Emma Nedov                                                       | Schwebebalken        | 11,800        | 66            | ausgeschieden | ausgeschieden | 66   |
| Emma Nedov                                                       | Stufenbarren         | 12,766        | 54            | ausgeschieden | ausgeschieden | 54   |
| Emma Nedov                                                       | Mehrkampf Einzel     | 50,099        | 51            | ausgeschieden | ausgeschieden | 51   |
| Ruby Pass                                                        | Boden                | 12,866        | 30            | ausgeschieden | ausgeschieden | 30   |
| Ruby Pass                                                        | Schwebebalken        | 13,300        | 29            | ausgeschieden | ausgeschieden | 29   |
| Ruby Pass                                                        | Sprung               | 13,350        | 18            | ausgeschieden | ausgeschieden | 18   |
| Ruby Pass                                                        | Stufenbarren         | 13,900        | 19            | ausgeschieden | ausgeschieden | 19   |
| Ruby Pass                                                        | Mehrkampf Einzel     | 53,866        | 14            | ausgeschieden | ausgeschieden | 14   |
| Breanna Scott                                                    | Schwebebalken        | 13,700        | 12            | ausgeschieden | ausgeschieden | 12   |
| Emily Whitehead                                                  | Boden                | 12,733        | 39            | ausgeschieden | ausgeschieden | 39   |
| Emily Whitehead                                                  | Stufenbarren         | 12,333        | 62            | ausgeschieden | ausgeschieden | 62   |
| Kate McDonald Emma Nedov Ruby Pass Breanna Scott Emily Whitehead | Mehrkampf Mannschaft | 158,964       | 10            | ausgeschieden | ausgeschieden | 10   |
| Männer                                                           |                      |               |               |               |               |      |
| Jesse Moore                                                      | Barren               | 14,200        | 30            | ausgeschieden | ausgeschieden | 30   |
| Jesse Moore                                                      | Boden                | 13,966        | 22            | ausgeschieden | ausgeschieden | 22   |
| Jesse Moore                                                      | Pauschenpferd        | 13,700        | 27            | ausgeschieden | ausgeschieden | 27   |
| Jesse Moore                                                      | Reck                 | 13,566        | 25            | ausgeschieden | ausgeschieden | 25   |
| Jesse Moore                                                      | Ringe                | 13,033        | 44            | ausgeschieden | ausgeschieden | 44   |
| Jesse Moore                                                      | Sprung               | 13,566        | 25            | ausgeschieden | ausgeschieden | 25   |
| Jesse Moore                                                      | Mehrkampf Einzel     | 82,698        | 15            | ausgeschieden | ausgeschieden | 15   |

#### Rhythmische Sportgymnastik
| Athletinnen                                                                           | Wettbewerb           | Qualifikation | Qualifikation | Finale        | Finale        | Rang |
| Athletinnen                                                                           | Wettbewerb           | Punkte        | Rang          | Punkte        | Rang          | Rang |
| ------------------------------------------------------------------------------------- | -------------------- | ------------- | ------------- | ------------- | ------------- | ---- |
| Frauen                                                                                |                      |               |               |               |               |      |
| Alexandra Kiroi-Bogatyreva                                                            | Mehrkampf Einzel     | 114,350       | 22            | ausgeschieden | ausgeschieden | 22   |
| Saskia Broedelet Emmanouela Frroku Lidiia Iakovleva Phoebe Learmont Jessica Weintraub | Mehrkampf Mannschaft | 58,450        | 11            | ausgeschieden | ausgeschieden | 11   |

#### Trampolinturnen
| Athleten    | Wettbewerb | Qualifikation | Qualifikation | Finale        | Finale        | Rang |
| Athleten    | Wettbewerb | Punkte        | Rang          | Punkte        | Rang          | Rang |
| ----------- | ---------- | ------------- | ------------- | ------------- | ------------- | ---- |
| Männer      |            |               |               |               |               |      |
| Brock Batty | Einzel     | 55,890        | 13            | ausgeschieden | ausgeschieden | 13   |

### Wasserball
| Wettbewerb         | Frauen | Männer |
| ------------------ | --- | --- |
| Athleten           | Gabriella Palm Keesja Gofers Elle Armit Bronte Halligan Sienna Green Abby Andrews Charlize Andrews Sienna Hearn Zoe Arancini Alice Williams Matilda Kearns Danijela Jackovich Genevieve Longman | Nic Porter Angus Lambie Milos Maksimovic Charlie Negus Nathan Power Lachlan Edwards Luke Pavillard Jacob Mercep Matthew Byrnes Marcus Berehulak Chaz Poot Blake Edwards John Hedges |
| Trainer            | Rebecca Rippon | Tim Hamill |
| Gruppenphase       | China (7:5) Niederlande (15:14) Kanada (10:7) Ungarn (14:12) | Spanien (5:9) Serbien (8:3) Frankreich (9:8) Ungarn (9:8) Japan (13:14) |
| Viertelfinale      | Griechenland (9:6) | Vereinigte Staaten (10:11) |
| Platzierungsspiele | — | Griechenland (9:15) Italien (6:10) |
| Halbfinale         | Vereinigte Staaten (14:13) | ausgeschieden |
| Finale             | Spanien (9:11) | ausgeschieden |
| Rang               | Silber | 8 |

### Wasserspringen
| Athleten                          | Wettbewerb            | Vorkampf | Vorkampf | Halbfinale | Halbfinale | Finale        | Finale        | Rang   |
| Athleten                          | Wettbewerb            | Punkte   | Rang     | Punkte     | Rang       | Punkte        | Rang          | Rang   |
| --------------------------------- | --------------------- | -------- | -------- | ---------- | ---------- | ------------- | ------------- | ------ |
| Frauen                            |                       |          |          |            |            |               |               |        |
| Maddison Keeney                   | Kunstspringen 3 m     | 337,35   | 2        | 334,70     | 2          | 343,10        | 2             | Silber |
| Alysha Koloi                      | Kunstspringen 3 m     | 276,60   | 16       | 270,60     | 14         | ausgeschieden | ausgeschieden | 14     |
| Melissa Wu                        | Turmspringen 10 m     | 285,20   | 13       | 294,10     | 11         | 278,30        | 11            | 11     |
| Ellie Cole                        | Turmspringen 10 m     | 290,00   | 9        | 309,90     | 6          | 333,30        | 7             | 7      |
| Maddison Keeney Anabelle Smith    | Synchronspringen 3 m  | —        | —        | —          | —          | 292,20        | 5             | 5      |
| Männer                            |                       |          |          |            |            |               |               |        |
| Kurtis Mathews                    | Kunstspringen 3 m     | 399,20   | 8        | 417,15     | 11         | 383,40        | 10            | 10     |
| Cassiel Rousseau                  | Turmspringen 10 m     | 453,10   | 7        | 469,25     | 4          | 481,00        | 4             | 4      |
| Jaxon Bowshire                    | Turmspringen 10 m     | 390,30   | 14       | 379,40     | 16         | ausgeschieden | ausgeschieden | 16     |
| Domonic Bedggood Cassiel Rousseau | Synchronspringen 10 m | —        | —        | —          | —          | 394,74        | 6             | 6      |